# Hoàng hậu cuối cùng (phim truyền hình)
Hoàng hậu cuối cùng (tiếng Hàn: 황후의 품격; Romaja: Hwanghuui Pumgyeok; dịch nghĩa đen: "Phẩm cách/Tôn nghiêm của Hoàng hậu") là một bộ phim truyền hình Hàn Quốc với các diễn viên Jang Na-ra, Choi Jin-hyuk, Shin Sung-rok, Lee Elijah, và Shin Eun-kyung. Nó được phát sóng trên SBS thứ tư và thứ năm lúc 22:00 KST từ ngày 21 tháng 11 năm 2018 đến ngày 21 tháng 2 năm 2019 dài 52 tập.

## Nội dung
Lấy bối cảnh Hàn Quốc hiện đại dưới chế độ quân chủ lập hiến, phim kể câu chuyện về Oh Sunny (Jang Na Ra), một nữ diễn viên nhạc kịch sau một đêm bất ngờ trở thành hoàng hậu. Biết mình chỉ là quân cờ trong cuộc chiến tranh giành quyền lực, Oh Sunny quyết tâm khám phá đến cùng vụ ám sát bí ẩn, đồng thời chiến đấu để bảo vệ những người cô yêu thương và giành lấy hạnh phúc.

## Diễn viên

### Chính
- Jang Na-ra vai Hoàng hậu Oh Sunny[4]
- Choi Jin-hyuk vai Na Wang-sik / Cận vệ Chun Woo-bin[5]
- Shin Sung-rok vai Hoàng đế Lee Hyuk[6]
- Lee Elijah vai Min Yoo-ra[7]
- Shin Eun-kyung vai Thái hậu Dowager Kang[8] – mẹ Lee Hyuk.

### Phụ

#### Trong hoàng cung
- Oh Seung-yoon vai Thái tử Lee Yoon / Vincent Lee[9]

Em trai Lee Hyuk.
- Yoon So-yi vai Seo Kang-hee[10]

Quản gia và mẹ ruột Ah-ri
- Oh Ah-rin vai Công chúa Ah-ri[11]

Con gái của Lee Hyuk.
- Park Won-sook as Thái hoàng thái hậu Jo[12]
- Lee Hee-jin vai Công chúa So-jin[13]
- Shin Go-eun vai Hoàng hậu Sohyun (đã chết)

Vợ đầu của Lee Hyuk.

#### Gia đình nhà Sunny
- Yoon Da-hoon vai Oh Geum-mo[14]

Bố của Sunny và chủ tiệm gà rán
- Stephanie Lee vai Oh Hello[10]

Em gái Sunny
- Lee Ji-ha vai Shin Eun-soo (đã chết)

Mẹ của Sunny.

#### Khác
- Kim Myung-soo vai Byun Baek-ho
- Yoon Joo-man vai Ma Pil-joo [15]

Cánh tay phải của Thái hậu Kang.
- Hwang Young-hee vai Baek Do-hee

Mẹ của Na Wang-sik. Bà cũng là mẹ nuôi của Min Yoo-ra và Na Dong-sik.
- Hado Kwon vai Chief Imperial guard Joo
- Lee Soo-ryun as Choi Tae-jung

Chief Assistant of Empress Dowager Kang
- Kim Min-ok as Hong So-mae

Chief Assistant of Grand Empress Dowager Jo.
- Choi Ja-hye as Ha Jeong-dan

Court lady of Grand Empress Dowager Jo.
- Oh Han-kyul as Na Dong-sik (em trai Na Wang-sik)
- Kim Yoon-ji as Hyun-joo[16]

Sunny's junior colleague and a fellow musical actress who is jealous of Sunny
- Tae Hang-ho as Na Wang-sik (Ep 1-6)
- Go Se-won as the Prime Minister
- Yoo Gun as Kang Joo-seung
- Kim Jin-geun as the new Prime Minister

#### Special Appearances
- Park Chan-min as news anchor (Ep 1)
- Yoon Jong-hoon as terrorist who tried to kill the Emperor

Kang Joo-seung's brother (Ep 1)
- Park Gyu-ri as suicidal woman (Ep 13)[17]
- Song Jae-hee as father of Lee Hyuk and Lee Yoon (Ep 14 & 19)
- Jo Dong-hyuk as the detective in Grand Empress Dowager's murder (Ep 17-20)
- Son Chang-min as Goo Pil-mo, chief neurosurgeon at Daehan Imperial University Hospital (Ep 23-24)
- Kim Da-som as court lady Yang Dal-hee (Ep 28)
- Dong Hyun-bae as the detective (Ep 41-42)
- Ahn Nae-sang as Chief Detective in Lee Yoon's assault (Ep 41-42)
- Jeon Soo-kyung as Empress Eun (Ep 46-48)
- Kim Soo-mi as Sa Goon Ja/former Chief Kim (Ep 47)

## Nhạc phim

### Phần 1
| Phát hành vào 28 tháng 11 năm 2018 | Phát hành vào 28 tháng 11 năm 2018 | Phát hành vào 28 tháng 11 năm 2018 | Phát hành vào 28 tháng 11 năm 2018 | Phát hành vào 28 tháng 11 năm 2018 | Phát hành vào 28 tháng 11 năm 2018 |
| STT                                | Nhan đề                            | Phổ lời                            | Phổ nhạc                           | Ca sĩ                              | Thời lượng                         |
| ---------------------------------- | ---------------------------------- | ---------------------------------- | ---------------------------------- | ---------------------------------- | ---------------------------------- |
| 1.                                 | "What Would It Be" (어땠을까)      | Kim Ho-kyung                       | 1601                               | Jang Deok Cheol                    | 3:56                               |
| 2.                                 | "What Would It Be" (Inst.)         |                                    | 1601                               |                                    | 3:56                               |
| Tổng thời lượng:                   | Tổng thời lượng:                   | Tổng thời lượng:                   | Tổng thời lượng:                   | Tổng thời lượng:                   | 7:52                               |

### Phần 2
| Phát hành vào 6 tháng 12 năm 2018 | Phát hành vào 6 tháng 12 năm 2018 | Phát hành vào 6 tháng 12 năm 2018 | Phát hành vào 6 tháng 12 năm 2018 | Phát hành vào 6 tháng 12 năm 2018 | Phát hành vào 6 tháng 12 năm 2018 |
| STT                               | Nhan đề                           | Phổ lời                           | Phổ nhạc                          | Ca sĩ                             | Thời lượng                        |
| --------------------------------- | --------------------------------- | --------------------------------- | --------------------------------- | --------------------------------- | --------------------------------- |
| 1.                                | "Not Over" (끝이 아니길)          | Park Sung-il                      | Park Sung-il                      | Gaho                              | 3:30                              |
| 2.                                | "Not Over" (Inst.)                |                                   | Park Sung-il                      |                                   | 3:30                              |
| Tổng thời lượng:                  | Tổng thời lượng:                  | Tổng thời lượng:                  | Tổng thời lượng:                  | Tổng thời lượng:                  | 7:00                              |

### Phần 3
| Phát hành vào 27 tháng 12 năm 2018 | Phát hành vào 27 tháng 12 năm 2018     | Phát hành vào 27 tháng 12 năm 2018 | Phát hành vào 27 tháng 12 năm 2018 | Phát hành vào 27 tháng 12 năm 2018 | Phát hành vào 27 tháng 12 năm 2018 |
| STT                                | Nhan đề                                | Phổ lời                            | Phổ nhạc                           | Ca sĩ                              | Thời lượng                         |
| ---------------------------------- | -------------------------------------- | ---------------------------------- | ---------------------------------- | ---------------------------------- | ---------------------------------- |
| 1.                                 | "If I Convey My Heart" (마음을 전하면) | D'DAY                              | KZ, Jung Su-min                    | Kei (Lovelyz)                      | 4:11                               |
| 2.                                 | "If I Convey My Heart" (Inst.)         |                                    | KZ, Jung Su-min                    |                                    | 4:11                               |
| Tổng thời lượng:                   | Tổng thời lượng:                       | Tổng thời lượng:                   | Tổng thời lượng:                   | Tổng thời lượng:                   | 8:22                               |

### Phần 4
| Phát hành vào 16 tháng 1 năm 2019 | Phát hành vào 16 tháng 1 năm 2019 | Phát hành vào 16 tháng 1 năm 2019                                 | Phát hành vào 16 tháng 1 năm 2019                                 | Phát hành vào 16 tháng 1 năm 2019 | Phát hành vào 16 tháng 1 năm 2019 |
| STT                               | Nhan đề                           | Phổ lời                                                           | Phổ nhạc                                                          | Ca sĩ                             | Thời lượng                        |
| --------------------------------- | --------------------------------- | ----------------------------------------------------------------- | ----------------------------------------------------------------- | --------------------------------- | --------------------------------- |
| 1.                                | "Deep Voice" (낮은 목소리)        | Sebastian Anton Atas, Victor Carl Sjostrom, Red Haired Anne, SING | Sebastian Anton Atas, Victor Carl Sjostrom, Red Haired Anne, SING | Park Ji-min                       | 3:23                              |
| 2.                                | "Deep Voice" (Inst.)              |                                                                   | Sebastian Anton Atas, Victor Carl Sjostrom, Red Haired Anne, SING |                                   | 3:23                              |
| Tổng thời lượng:                  | Tổng thời lượng:                  | Tổng thời lượng:                                                  | Tổng thời lượng:                                                  | Tổng thời lượng:                  | 6:46                              |

### Phần 5
| Phát hành vào 30 tháng 1 năm 2019 | Phát hành vào 30 tháng 1 năm 2019 | Phát hành vào 30 tháng 1 năm 2019 | Phát hành vào 30 tháng 1 năm 2019 | Phát hành vào 30 tháng 1 năm 2019 | Phát hành vào 30 tháng 1 năm 2019 |
| STT                               | Nhan đề                           | Phổ lời                           | Phổ nhạc                          | Ca sĩ                             | Thời lượng                        |
| --------------------------------- | --------------------------------- | --------------------------------- | --------------------------------- | --------------------------------- | --------------------------------- |
| 1.                                | "For Only One Day" (단 하루만)    | Seo Jae-ha, Kim Young-sung        | Seo Jae-ha, Kim Young-sung        | Seo Ji-an                         | 3:45                              |
| 2.                                | "For Only One Day" (Inst.)        |                                   | Seo Jae-ha, Kim Young-sung        |                                   | 3:45                              |
| Tổng thời lượng:                  | Tổng thời lượng:                  | Tổng thời lượng:                  | Tổng thời lượng:                  | Tổng thời lượng:                  | 7:30                              |

### Phần 6
| Phát hành vào 13 tháng 2 năm 2019 | Phát hành vào 13 tháng 2 năm 2019 | Phát hành vào 13 tháng 2 năm 2019 | Phát hành vào 13 tháng 2 năm 2019 | Phát hành vào 13 tháng 2 năm 2019 | Phát hành vào 13 tháng 2 năm 2019 |
| STT                               | Nhan đề                           | Phổ lời                           | Phổ nhạc                          | Ca sĩ                             | Thời lượng                        |
| --------------------------------- | --------------------------------- | --------------------------------- | --------------------------------- | --------------------------------- | --------------------------------- |
| 1.                                | "Open Ending"                     | Jang Yeon-jung                    | OneTop                            | Giryeon                           | 3:45                              |
| 2.                                | "Open Ending" (Inst.)             |                                   | OneTop                            |                                   | 3:25                              |
| Tổng thời lượng:                  | Tổng thời lượng:                  | Tổng thời lượng:                  | Tổng thời lượng:                  | Tổng thời lượng:                  | 6:50                              |

## Đánh giá
Trong bảng dưới đây, số màu xanh biểu thị cho đánh giá thấp nhất và số màu đỏ biểu thị cho đánh giá cao nhất.
| Tập        | Ngày phát sóng       | Tiêu đề tập                                                          | Người xem trung bình | Người xem trung bình | Người xem trung bình |
| Tập        | Ngày phát sóng       | Tiêu đề tập                                                          | TNmS                 | AGB Nielsen          | AGB Nielsen          |
| Tập        | Ngày phát sóng       | Tiêu đề tập                                                          | Toàn quốc            | Toàn quốc            | Seoul                |
| ---------- | -------------------- | -------------------------------------------------------------------- | -------------------- | -------------------- | -------------------- |
| 1          | 21 tháng 11 năm 2018 | Thank You, Your Majesty (감사합니다 폐하)                            | 7.4%                 | 7.2% (14th)          | 7.7% (12th)          |
| 2          | 21 tháng 11 năm 2018 | Thank You, Your Majesty (감사합니다 폐하)                            | 8.1%                 | 7.6% (11th)          | 8.6% (8th)           |
| 3          | 22 tháng 11 năm 2018 | Always the Main Character (항상 주인공입니다)                        | 8.0%                 | 7.6% (13th)          | 8.6% (9th)           |
| 4          | 22 tháng 11 năm 2018 | Always the Main Character (항상 주인공입니다)                        | 8.5%                 | 8.5% (9th)           | 9.3% (8th)           |
| 5          | 28 tháng 11 năm 2018 | Can You Accept Me? (나 좀 받아줄래요?)                               | 5.9%                 | 5.7% (20th)          | 5.8% (17th)          |
| 6          | 28 tháng 11 năm 2018 | Can You Accept Me? (나 좀 받아줄래요?)                               | 7.0%                 | 7.9% (10th)          | 8.4% (9th)           |
| 7          | 29 tháng 11 năm 2018 | The Korean Empire's Empress (대한 제국 황후)                         | 7.2%                 | 7.6% (13th)          | 8.0% (11th)          |
| 8          | 29 tháng 11 năm 2018 | The Korean Empire's Empress (대한 제국 황후)                         | 8.2%                 | 9.3% (7th)           | 9.9% (5th)           |
| 9          | 5 tháng 12 năm 2018  | I'll Kill You All (내가 다 죽여버릴 거야)                            | 6.8%                 | 6.1% (18th)          | 6.8% (13th)          |
| 10         | 5 tháng 12 năm 2018  | I'll Kill You All (내가 다 죽여버릴 거야)                            | 9.2%                 | 9.3% (7th)           | 10.1% (5th)          |
| 11         | 6 tháng 12 năm 2018  | Don't Trust Anyone in the Palace (궁에선 아무도 믿지 마)             | 8.3%                 | 7.9% (12th)          | 8.3% (9th)           |
| 12         | 6 tháng 12 năm 2018  | Don't Trust Anyone in the Palace (궁에선 아무도 믿지 마)             | 10.1%                | 10.5% (6th)          | 11.5% (3rd)          |
| 13         | 12 tháng 12 năm 2018 | Cheer Up, Your Majesty (힘내십시오, 마마)                            | 6.8%                 | 8.2% (10th)          | 8.6% (10th)          |
| 14         | 12 tháng 12 năm 2018 | Cheer Up, Your Majesty (힘내십시오, 마마)                            | 9.1%                 | 11.5% (4th)          | 12.3% (3rd)          |
| 15         | 13 tháng 12 năm 2018 | Already the Once Gruel Life (이미 한번 죽은 목숨)                    | 9.6%                 | 11.0% (8th)          | 12.4% (4th)          |
| 16         | 13 tháng 12 năm 2018 | Already the Once Gruel Life (이미 한번 죽은 목숨)                    | 12.3%                | 14.0% (3rd)          | 15.4% (2nd)          |
| 17         | 19 tháng 12 năm 2018 | Destroy the Imperial House (황실을 박살 낼 겁니다)                   | 8.5%                 | 10.0% (8th)          | 10.8% (6th)          |
| 18         | 19 tháng 12 năm 2018 | Destroy the Imperial House (황실을 박살 낼 겁니다)                   | 11.9%                | 13.3% (3rd)          | 14.5% (2nd)          |
| 19         | 20 tháng 12 năm 2018 | I Love You, Your Majesty (사랑해요 폐하)                             | 10.9%                | 11.4% (6th)          | 12.0% (5th)          |
| 20         | 20 tháng 12 năm 2018 | I Love You, Your Majesty (사랑해요 폐하)                             | 13.3%                | 14.6% (2nd)          | 15.5% (2nd)          |
| 21         | 26 tháng 12 năm 2018 | Appoints the Chief Imperial Guard (경호대장에 임명한다)              | 11.0%                | 12.6% (6th)          | 13.7% (4th)          |
| 22         | 26 tháng 12 năm 2018 | Appoints the Chief Imperial Guard (경호대장에 임명한다)              | 13.1%                | 16.1% (2nd)          | 17.3% (1st)          |
| 23         | 27 tháng 12 năm 2018 | Die (죽어)                                                           | 13.7%                | 15.1% (4th)          | 16.2% (3rd)          |
| 24         | 27 tháng 12 năm 2018 | Die (죽어)                                                           | 15.8%                | 17.9% (2nd)          | 18.9% (1st)          |
| 25         | 2 tháng 1 năm 2019   | Tell Me the Truth (진실을 말해주세요)                                | 11.0%                | 12.5% (3rd)          | 12.4% (3rd)          |
| 26         | 2 tháng 1 năm 2019   | Tell Me the Truth (진실을 말해주세요)                                | 14.5%                | 15.8% (2nd)          | 16.3% (2nd)          |
| 27         | 3 tháng 1 năm 2019   | Let's Play, Sunny (써니야 놀자)                                      | 13.7%                | 14.0% (3rd)          | 14.7% (3rd)          |
| 28         | 3 tháng 1 năm 2019   | Let's Play, Sunny (써니야 놀자)                                      | 15.1%                | 16.0% (2nd)          | 16.9% (2nd)          |
| 29         | 9 tháng 1 năm 2019   | I'll Keep It (지켜줄게요)                                            | 10.7%                | 11.8% (6th)          | 12.7% (5th)          |
| 30         | 9 tháng 1 năm 2019   | I'll Keep It (지켜줄게요)                                            | 13.9%                | 14.9% (2nd)          | 15.9% (2nd)          |
| 31         | 10 tháng 1 năm 2019  | I Like It (제가 좋아합니다)                                          | 11.7%                | 12.5% (5th)          | 13.5% (3rd)          |
| 32         | 10 tháng 1 năm 2019  | I Like It (제가 좋아합니다)                                          | 13.7%                | 15.3% (2nd)          | 16.7% (2nd)          |
| 33         | 17 tháng 1 năm 2019  | You Look Pretty (예쁘시네요)                                         | 11.1%                | 12.2% (5th)          | 12.9% (3rd)          |
| 34         | 17 tháng 1 năm 2019  | You Look Pretty (예쁘시네요)                                         | 13.5%                | 15.2% (2nd)          | 16.1% (2nd)          |
| 35         | 23 tháng 1 năm 2019  | You Have To Be Strong (강해지셔야 돼요)                              | 10.5%                | 11.0% (7th)          | 11.6% (4th)          |
| 36         | 23 tháng 1 năm 2019  | You Have To Be Strong (강해지셔야 돼요)                              | 12.3%                | 14.0% (2nd)          | 15.2% (2nd)          |
| 37         | 24 tháng 1 năm 2019  | Please Catch The Truth (진범을 잡아주세요)                           | 9.7%                 | 10.9% (6th)          | 11.0% (5th)          |
| 38         | 24 tháng 1 năm 2019  | Please Catch The Truth (진범을 잡아주세요)                           | 12.0%                | 13.9% (2nd)          | 14.3% (2nd)          |
| 39         | 30 tháng 1 năm 2019  | I Like Her Majesty (황후 마마를 좋아합니다)                          | 12.3%                | 12.9% (5th)          | 13.5% (3rd)          |
| 40         | 30 tháng 1 năm 2019  | I Like Her Majesty (황후 마마를 좋아합니다)                          | 14.7%                | 15.0% (2nd)          | 15.3% (2nd)          |
| 41         | 31 tháng 1 năm 2019  | Do Not Run Away (도망치지마)                                         | 13.0%                | 14.9% (3rd)          | 15.5% (3rd)          |
| 42         | 31 tháng 1 năm 2019  | Do Not Run Away (도망치지마)                                         | 14.8%                | 16.7% (2nd)          | 17.1% (2nd)          |
| 43         | 7 tháng 2 năm 2019   | You Murderer, Die (살인자 새끼, 죽어)                                | 11.1%                | 12.2% (6th)          | 12.7% (4th)          |
| 44         | 7 tháng 2 năm 2019   | You Murderer, Die (살인자 새끼, 죽어)                                | 13.1%                | 14.5% (2nd)          | 15.2% (2nd)          |
| 45         | 13 tháng 2 năm 2019  | Live As My Woman Until You Die (죽을 때까지 내 여자로 살아)          | 11.1%                | 11.0% (7th)          | 11.1% (5th)          |
| 46         | 13 tháng 2 năm 2019  | Live As My Woman Until You Die (죽을 때까지 내 여자로 살아)          | 13.5%                | 13.9% (2nd)          | 14.1% (2nd)          |
| 47         | 14 tháng 2 năm 2019  | I Want The Empire of Korea (대한 제국을 부탁합니다)                  | 11.9%                | 12.4% (7th)          | 12.4% (5th)          |
| 48         | 14 tháng 2 năm 2019  | I Want The Empire of Korea (대한 제국을 부탁합니다)                  | 14.0%                | 14.6% (3rd)          | 14.7% (3rd)          |
| 49         | 20 tháng 2 năm 2019  | The Last Day of the Imperial Family (황실의 마지막 날)               | 11.0%                | 11.7% (6th)          | 11.7% (4th)          |
| 50         | 20 tháng 2 năm 2019  | The Last Day of the Imperial Family (황실의 마지막 날)               | 13.1%                | 13.8% (3rd)          | 14.2% (2nd)          |
| 51         | 21 tháng 2 năm 2019  | The Last Imperial Family of the Korean Empire (대한제국 마지막 황실) | 13.2%                | 14.1% (5th)          | 13.9% (4th)          |
| 52         | 21 tháng 2 năm 2019  | The Last Imperial Family of the Korean Empire (대한제국 마지막 황실) | 15.7%                | 16.5% (2nd)          | 16.8% (2nd)          |
| Trung bình | Trung bình           | Trung bình                                                           | 11.3%                | 12.2%                | 12.9%                |
| Đặc biệt   | 16 tháng 1 năm 2019  | Tập đặc biệt (몰아보기 스페셜)                                       | 5.5%                 | 5.8% (NR)            | 6.3% (16th)          |
| Đặc biệt   | 16 tháng 1 năm 2019  | Tập đặc biệt (몰아보기 스페셜)                                       | 4.5%                 | 4.9% (NR)            | —                    |

## Giải thưởng và đề cử
| Năm  | Giải thưởng      | Thể loại                                                           | Đề cử         | Kết quả   | Tham khảo |
| ---- | ---------------- | ------------------------------------------------------------------ | ------------- | --------- | --------- |
| 2018 | SBS Drama Awards | Giải thưởng xuất sắc, diễn viên phim thứ tư-thứ năm                | Choi Jin-hyuk | Đoạt giải | [ 22 ]    |
| 2018 | SBS Drama Awards | Giải thưởng xuất sắc, diễn viên phim thứ tư-thứ năm                | Shin Sung-rok | Đoạt giải | [ 22 ]    |
| 2018 | SBS Drama Awards | Giải thưởng xuất sắc, nữ diễn viên phim truyền hình thứ tư-thứ năm | Jang Na-ra    | Đoạt giải | [ 22 ]    |
| 2018 | SBS Drama Awards | Giải thưởng xuất sắc, nữ diễn viên phim truyền hình thứ tư-thứ năm | Lee Elijah    | Đề cử     | [ 22 ]    |
| 2018 | SBS Drama Awards | Nam/nữ diễn viên trẻ xuất sắc                                      | Oh Ah-rin     | Đề cử     | [ 22 ]    |

## Liên kết
- Website chính thức (tiếng Hàn)
- Hoàng hậu cuối cùng trên HanCinema